# 中部地方 (ブルキナファソ)
中部地方（フランス語：Centre）はブルキナファソ中央部の地方。2013年の人口は約232.9万人で、最多である。首府はワガドゥグー。

## 行政区画
| 県           | 県都         | 2006年の人口 |
| ------------ | ------------ | ------------ |
| カディオゴ県 | ワガドゥグー | 1,523,980    |

## 地理
- 北～東：中央大地地方
- 南：中南部地方
- 西：中西部地方

## 教育
2003年には55%だった15歳以上の識字率は、2007年には63%に向上した。2011年には869の小学校、354の中学校が有った。
これは全国の25%を占める。ワガドゥグー大学は約4万人の学生が学んでおり、これは全国の83%を占める。

## 交通

### 鉄道
- 国内唯一の鉄道が通る。

カヤ (ブルキナファソ)⇔ザンイアレ⇔ワガドゥグー⇔ビンゴ (ブルキナファソ)⇔クドゥグ⇔サラ (ブルキナファソ)⇔ボボ・ディウラッソ⇔ペニ⇔バンフォラ⇔ニアンゴロコ⇔（コートジボワール）

## 空港
- ワガドゥグー空港